# Kalorimetrija
Kalorimetrija je znanost za merjenje toplote kemijskih reakcij ali fizične spremembe. Običajno vključuje uporabo kalorimetra.  Beseda kalorimetrija izhaja iz latinske besede calor, kar pomeni toplota. Za začetnika kalorimetrije velja škotski zdravnik in znanstvenik Joseph Black, ki je prepoznal razliko med toploto in temperaturo.
Kalorimetrijo uporabljajo pri ekoloških raziskavah. Z njo določamo kalorično vrednost rastlinskih in živalskih organizmov ter velikost osnovne in drugotne proizvodnje.

## Posredna kalorimetrija
Posredna kalorimetrija izračunava toploto, ki jo živi organizmi proizvajajo iz njihove proizvodnje ogljikovega dioksida in dušika z odpadki ali iz njihove porabe kisika. Lavoisier je 1780 opazil, da se proizvajanje toplote lahko predvidi s koriščenjem multiregresije na osnovi porabe kisika, ki je potreben za zgorevanje pri teh procesih. Toploto katero proizvajajo živi organizmi se lahko meri tudi z direktno kalorimetrijo, tako da se cel organizem postavi v notranjost kalorimetra (npr. žabe, insekti ...)

## Kalorimetrija pri konstantni prostornini
Kalorimetrija pri konstantni prostornini se izvaja ob ohranitvi enake prostornine. To vključuje uporabo takšnih kalorimetrov ki to omogočajo. Ker se v kalorimetriji s konstantno prostornino ne izvaja delo je toplota enaka spremembi notranje energije v sistemu, tako je enačba (ob predpostavki da je prostornina konstantna)
{\displaystyle q=C_{V}\Delta T=\Delta U\,}
kjer je:
- ΔU - sprememba notranje energije
- ΔT - sprememba temperature
- CV - toplota pri stalni prostornini

Ker pri tej vrsti kalorimetrije pritisk ni konstanten, toplota ki se izmeri ne predstavlja spremembo entalpije.

## Kalorimetrija pri konstantnem pritisku
Kalorimetrija pri konstantnem pritisku se izvaja s pomočjo kalorimetra, ki omogoča vzdrževanje konstantnega pritiska. Glede na prvi zakon termodinamike toplota je:
{\displaystyle q=\Delta U-w\,}
{\displaystyle q=\Delta U-p\Delta V\,}
{\displaystyle q=C_{p}\Delta T=\Delta H\,}
kjer je:
- ΔH - sprememba entalpije
- ΔT - sprememba temperature
- Cp - toplota pri konstantnem pritisku

Toplota ki se izmeri pri konstantnem pritisku predstavlja spremembo entalpije.
{\displaystyle q=\Delta H=H_{\mathrm {k} }-H_{\mathrm {z} }\,}
Ta formula je poenostavljen izraz za Hessov zakon.